# Castanheira (Paredes de Coura)
Castanheira es una freguesia portuguesa del municipio de Paredes de Coura, con 8,30 km² de área y 642 habitantes (2001). Densidad poblacional: 77,3 h/km².
- Datos: Q1048508
- Multimedia: Castanheira (Paredes de Coura) / Q1048508